# Belgrade Open
Il Belgrade Open è un torneo di tennis maschile nato nel 2021. Fa parte dell'ATP Tour e si è svolto sui campi in terra rossa del Novak Tennis Centre di Belgrado, in Serbia. La prima edizione, la quale è stata organizzata dalla famiglia di Novak Đoković, è stata aggiunta al calendario per via dello spostamento dell'Open di Francia di una settimana, e si è disputata negli stessi campi del Serbia Open giocato la settimana antecedente questo torneo. Il torneo è tornato nel 2024 per rimpiazzare il Gijón Open ed è stata garantita la sua presenza in calendario per almeno due anni.

## Albo d'oro

### Singolare
| Anno | Vincitore        | Finalista       | Punteggio     |
| ---- | ---------------- | --------------- | ------------- |
| 2021 | Novak Đoković    | Alex Molčan     | 6–4, 6–3      |
| 2022 | Non disputato    | Non disputato   | Non disputato |
| 2023 | Non disputato    | Non disputato   | Non disputato |
| 2024 | Denis Shapovalov | Hamad Međedović | 6–4, 6–4      |

### Doppio
| Anno | Vincitori                         | Finalisti                    | Punteggio           |
| ---- | --------------------------------- | ---------------------------- | ------------------- |
| 2021 | Jonathan Erlich Andrėj Vasileŭski | André Göransson Rafael Matos | 6–4, 6–1            |
| 2022 | Non disputato                     | Non disputato                | Non disputato       |
| 2023 | Non disputato                     | Non disputato                | Non disputato       |
| 2024 | Jamie Murray John Peers           | Ivan Dodig Skander Mansouri  | 3–6, 7–6(5), [11–9] |